# 中根町 (太田市)
中根町（なかねちょう）は、群馬県太田市にある地名（町丁）。郵便番号は373-0846。

## 概要
宝泉地区にある町丁。

## 地理

### 近隣町丁
- 上田島町
- 新田木崎町
- 泉町
- 下田島町
- 西新町

## 世帯数と人口
2022年（令和4年）3月31日現在の世帯数と人口は以下の通りである。
| 町丁   | 世帯数  | 人口   |
| ------ | ------- | ------ |
| 中根町 | 442世帯 | 1099人 |

## 交通

### 鉄道
中央を東武伊勢崎線が通っている。

### 道路
- 国道354号

## 施設
- 太田市立宝泉南小学校